# Manifest z Göttingen
Manifest z Göttingen – deklaracja 18 wiodących fizyków jądrowych z Republiki Federalnej Niemiec przeciwko sugerowanemu przez rząd kanclerza Konrada Adenauera uzbrojeniu armii RFN w taktyczną broń jądrową w latach 50. XX wieku, czyli we wczesnej fazie zimnej wojny. Wówczas po raz pierwszy w historii Niemiec naukowcy poczuli odpowiedzialność za polityczne decyzje i ich konsekwencje.

## Tło historyczne
W czasie II wojny światowej część naukowców – później sygnatariuszy Manifestu z Göttingen na zlecenie nazistowskiego rządu brało udział w projekcie badań nad energią atomową o kryptonimie Uranverein. Wojna zakończyła się zniszczeniem za pomocą bomb atomowych Hiroszimy i Nagasaki. Po II wojnie światowej rozpoczął się okres zimnej wojny. Niemcy zostały podzielone. RFN i NRD znalazły się po przeciwnych stronach „żelaznej kurtyny”. Po wojnie koreańskiej (1950-1953), Republika Federalna Niemiec w roku 1953 utworzyła własną armię, Bundeswehrę. Pojawiło się wówczas wiele protestów przeciwko odbudowie armii RFN. Kilka miesięcy później także NRD odtworzyła swoją armię.
W roku 1953 wynaleziono bombę wodorową. W toku tzw. „wyścigu zbrojeń” światowe supermocarstwa – Stany Zjednoczone i Związek Radziecki zgromadziły ogromny arsenał broni atomowej. Nad całym światem, a w szczególności nad państwami granicznymi „żelaznej kurtyny” zawisła groźba wojny atomowej. Kilka lat później, podczas kubańskiego kryzysu rakietowego, pojawiło się realne zagrożenie globalnym konfliktem nuklearnym.
12 kwietnia roku 1957 grupa 18 wybitnych niemieckich naukowców, znana jako Göttinger 18, napisała manifest o następującej treści:

## Manifest
Plany wyposażenia Bundeswehry w broń atomową bardzo martwią naukowców, podpisujących ten apel. Niektórzy z nich w ostatnich miesiącach kontaktowali się z odpowiedzialnymi autorytetami w danych dziedzinach. Dzisiaj jest to kwestia interesu publicznego. Osoby podpisujące manifest poczuwają się do odpowiedzialności, by poinformować ludzi o faktach znanych każdemu ekspertowi, ale niekoniecznie zwykłym obywatelom.
1. Taktyczna broń atomowa ma taką samą niszczącą moc jak zwyczajna bomba atomowa. Termin „taktyczna” oznacza tylko, że taka broń zostanie użyta również przeciwko wojskom lądowym, a nie tylko przeciw ludności cywilnej. Skutki użycia każdej taktycznej atomowej bomby lub granatu są podobne jak efekty zrzucenia pierwszej bomby atomowej na Hiroszimę. Z powodu ogromnej ilości, łączna siła niszcząca taktycznej broni jądrowej będzie znacznie większa. Jako „niewielka” może być ona określana tylko w porównaniu ze „strategiczną” bombą wodorową.
2. Nie istnieje zasadniczy limit dla rozwoju niszczącego życie efektu strategicznej broni nuklearnej. Taktyczna bomba atomowa może zniszczyć małe miasteczko, podczas gdy bomba wodorowa może sprawić, by region wielkości Zagłębia Ruhry nie nadawał się do zamieszkania przez wiele lat. Na skutek rozprzestrzeniania się promieniowania już obecnie istniałaby możliwość unicestwienia całej populacji zachodnich Niemiec przy użyciu bomb wodorowych. Nie znamy żadnej technicznej możliwości obrony olbrzymiej populacji przed tym zagrożeniem.

Wiemy, że ciężko jest przyjąć polityczną odpowiedzialność za ten fakt. My, jako ludzie spoza polityki, nie będziemy zaświadczać o niczyich kompetencjach. Naszą profesją jest czysta nauka wraz z jej zastosowaniem oraz zachęcanie młodych ludzi do zaangażowania w naszą naukę, ale jesteśmy też odpowiedzialni za konsekwencje naszych badań. Dlatego nie możemy milczeć w niektórych sprawach politycznych. Opowiadamy się za wolnością, popieramy zachodni świat w obronie przed komunizmem. Nie przeczymy, że strach przed bombą wodorową ma znaczący wpływ na utrzymanie pokoju na świecie i ochronie wolności w jego części. Nie wierzymy jednak, że ten sposób utrzymania pokoju na świecie będzie zawsze skuteczny. Obawiamy się zabójczych konsekwencji w przypadku zerwania pokoju. Nie możemy wtrącać się w politykę supermocarstw. Jednak twierdzimy, że dla niewielkiego kraju, jakim jest Republika Federalna Niemiec, najlepszym sposobem utrzymania pokoju byłaby dobrowolna rezygnacja z posiadania jakiegokolwiek typu broni nuklearnej. Żaden z sygnatariuszy tego aktu nie będzie uczestniczył w projekcie atomowym dla celów militarnych. Tymczasem apelujemy o rozwój badań nad pokojowym wykorzystaniem energii nuklearnej.